# Mihai Platica
Mihai Platica (ur. 15 marca 1990 w Kiszyniowie) – mołdawski piłkarz występujący na pozycji defensywnego pomocnika w mołdawskim klubie Petrocub Hîncești. Były młodzieżowy reprezentant Mołdawii.

## Sukcesy

### Klubowe
Milsami Orgiejów
- Zdobywca Pucharu Mołdawii: 2017/2018
- Zdobywca Superpucharu Mołdawii: 2019

## Życie prywatne
Jego młodszy brat Sergiu, również jest piłkarzem.